# Comité révolutionnaire de Nantes
Le comité révolutionnaire de Nantes est un comité de surveillance révolutionnaire institué dans la ville de Nantes conformément au décret du 21 mars 1793.
Une partie des membres fut traduite en justice à partir du 16 octobre 1794, un événement très médiatisé qui amorce la « réaction thermidorienne » et la liquidation des principes de l'an II.

## Historique
Les comités de surveillance sont chargés, suivant la loi, de « dresser la liste des suspects, de décerner contre eux des mandats d'arrêt, d'apposer les scellées sur leurs papiers ». Le 11 mai 1793, un premier comité de surveillance, de 12 membres, est élu à Nantes, sous le nom de « comité de salut public ».
Nommé à Nantes par un arrêté du 29 septembre, le représentant en mission Jean-Baptiste Carrier réforme ce comité, qui est rebaptisé « comité révolutionnaire », et nomme les nouveaux membres. Ce comité exerce ses fonctions jusqu'au 10 prairial an II (29 mai 1794).
Le 8 frimaire (28 novembre 1793), un arrêté de Carrier « subordonne entièrement les opérations de la compagnie Marat » à la surveillance du comité, interdisant « aucune arrestation, aucune descente sans en avoir prévenu le comité de surveillance, et sans en avoir obtenu un réquisitoire de trois membres au moins du comité. » Le 2 nivôse (22 décembre), il écrit au comité pour lui ordonner d'exiger des membres de la compagnie la restitution de tous les brevets qui leur avaient confié des pouvoirs.
Dénoncé par Jullien de Paris, Carrier est rappelé le 8 février 1794. En floréal, deux de ses membres les plus influents sont incarcérés, mais ils sont réintégrés dans leurs fonctions sur l'intervention de Voulland et Dubarran. Le 24 prairial an II (12 juin 1794), à la suite d'une dénonciation adressée le 2 au comité de sûreté générale, Jean-Baptiste Bô et Pierre Bourbotte, envoyés en mission auprès de l'armée de l'Ouest, prennent un arrêté ordonnant l'arrestation de Jean Marguerite Bachelier, Jean-Jacques Goullin, Pierre Chaux, Gaullier père, Chevalier, Lévêque, Mainguet, Michel Moreau-Grandmaison et Bologniel. Écroués et mis au secret à la prison du Bouffay le lendemain, ils sont transférés à Paris le 7 thermidor (25 juillet), sauf Mainguet, qui est mis en liberté le 17 thermidor (4 août), et Chevalier, qui est relâché le 27 nivôse an III (16 janvier 1795). Dans la capitale, ils sont internés au Plessis et à la Conciergerie.
Le 20 vendémiaire an III (11 octobre 1794), le représentant en mission Boursault organise une « commission philanthropique » pour visiter les prisons et vérifier les motifs d'incarcération : 95 suspects ont été élargis à la date du 2 ventôse an III (20 février 1795). Le même jour, il renouvelle le comité, qui reprend le nom de « comité de surveillance ».

## Le procès des commissaires inculpés et de leurs complices

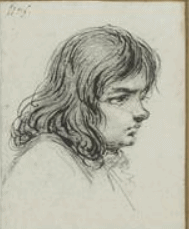
Jean-Jacques Goullin, croquis d'audience par Dominique Vivant Denon lors du procès.

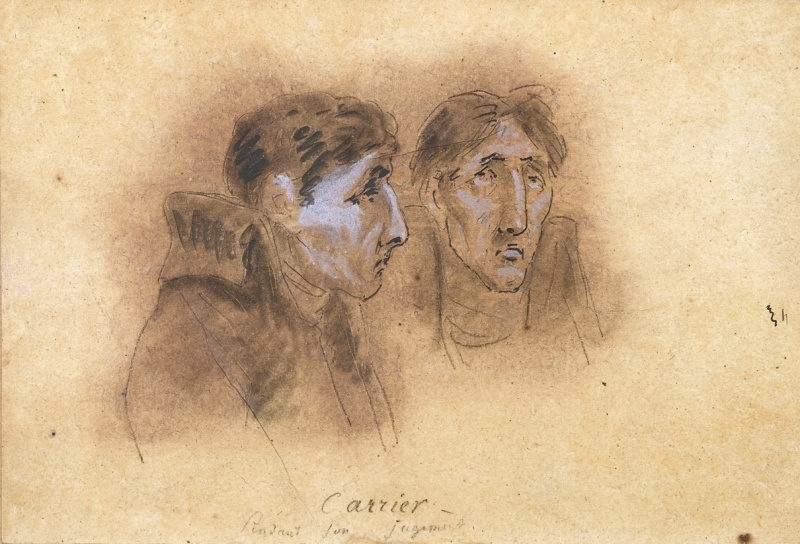
Jean-Baptiste Carrier, croquis d'audience par Vivant Denon lors du procès.

Le procès du Comité révolutionnaire de Nantes se déroule sous la houlette du Tribunal révolutionnaire, du 25 vendémiaire (16 octobre) au 26 frimaire (16 décembre) an III, auquel Carrier est intégré à partir du 7 frimaire (27 novembre). Il y eut 54 audiences en tout.

### Déroulement
Le 25 vendémiaire an III (16 octobre 1794) comparaissent d'abord 14 accusés (il y en eut 33 en tout), qui sont tous témoins à charge dans le cadre de l'affaire des 132 modérés nantais :
- 1. Jean-Jacques Goullin, âge de 37 ans, né à Saint-Domingue, membre du Comité révolutionnaire.
- 2. Pierre Chaux, âgé de 35 ans, né à Nantes, marchand, membre du Comité révolutionnaire.
- 3. Michel Moreau-Grandmaison, âgé de 39 ans, né à Nantes, membre du Comité révolutionnaire.
- 4. Jean Marguerite Bachelier, âgé de 43 ans, né à Nantes, notaire, membre du Comité révoluionnaire.
- 5. Jean Perrochaux, âgé de 48 ans, né à Nantes, entrepreneur en bâtiments, membre du Comité révolutionnaire.
- 6. Jean-Baptiste Mainguet, âgé de 56 ans, né à Nantes, épinglier, membre du Comité révolutionnaire.
- 7. Jean Levêque, âgé de 38 ans, né à Mayenne, maçon, membre du Comité révolutionnaire.
- 8. Louis Naud, âgé de 35 ans, né à Nantes, boisselier, membre du Comité révolutionnaire.
- 9. Pierre Gallon, âgé de 42 ans, né à Nantes, raffineur, commissaire du Comité révolutionnaire.
- 10. Jean-François Durassier, âgé de 50 ans, né à Nantes, courtier de navires, commissaire du Comité révolutionnaire.
- 11. Augustin Bataillé, âgé de 46 ans, né à La Charité-sur-Loire, ouvrier en indienne, commissaire du Comité révolutionnaire.
- 12. Jean-Baptiste Joly, âgé de 50 ans, né à Angerville-la-Martel, fondeur en cuivre, commissaire du Comité révolutionnaire.
- 13. Jean Pinard, âgé de 26 ans, né à Saint-Christophe-du-Bois, commissaire du Comité révolutionnaire.
- 14. Antoine-Nicolas Bologniel, âgé de 47 ans, né à Paris, horloger, commissaire du Comité révolutionnaire.

Le président du tribunal Dobsent se montre incapable d'ordonner le cours des débats. L'accusateur public Michel-Joseph Leblois semble être « aux ordres », ou tout au moins à l'écoute des puissants du moment. Quant au jury, il est composé de 52 personnes, à la fois de « modérés » et de « terroristes reconvertis » ; parmi eux le peintre François Topino-Lebrun. les avocats Tronson-Ducoudray, Pierre-François Réal, Villenave, Cressend, Gaillard, Boutroue, Villain, forment une véritable escouade. Mais ils n'ont pas de plan concerté.
Dès avant l'ouverture du procès, la presse s'en fait l'écho. « Tout ce que la cruauté a de plus barbare ; tout ce que le crime a de plus per-fide ; tout ce que l’autorité a de plus arbitraire ; tout ce que la concussion a de plus affreux et tout ce que l’immoralité a de plus révoltant, compose l’acte d’accusation des membres et commissaires du comité révolutionnaire de Nantes », précise un acte d’accusation d’une emphase inhabituelle, intégralement publié en première page du Moniteur, le 26 vendémiaire (17 octobre 1794), le lendemain de l’ouverture du procès.
Cependant, dès la première audience, il apparaît que le procès sera tronqué si Carrier n'y est pas mêlé. Venant tripler le nombre des accusés, les arrestations répétées de témoins accentuent encore le malaise, Ce que Jean-Jacques Goullin, Pierre Chaux et Jean Marguerite Bachelier comprennent très vite. Il s'établit ipso facto une complicité entre le public — très anti-jacobin — et les accusés. Pour tous, il s'agit d'obtenir la comparution et l'inculpation de Jean-Baptiste Carrier. Goullin déclare à la cour le premier jour que Carrier fut :

« l’homme qui électrisa nos têtes, guida nos mouvements, despotisa nos opinions, dirigea nos démarches, [et qui] contemple paisiblement nos larmes et notre désespoir. Il importe à notre cause que Carrier paraisse au tribunal. Il a tout ordonné, tout commandé. »

Le 1er brumaire (22 octobre), Jean-Jacques Goullin exige du tribunal qu'il transmette aux instances politiques sa requête de faire comparaître Carrier.
À la séance du 13 brumaire (3 novembre), Crassous reproche leur attitude aux policiers et présente Carrier comme une victime.
Le 21 brumaire (11 novembre), Charles-Gilbert Romme lit à la Convention les conclusions des Vingt et un (Commission chargée d'enquêter sur la mission de Carrier à Nantes). Le long rapport n'épargne pas Carrier. Quoique tempéré par certaines observations de son rapporteur, le document rend Carrier hautement responsable de la kyrielle d'abus, de délits et de crimes commis à Nantes. Les Vingt et un déclarent bien fondée la mise en accusation de Jean-Baptiste Carrier. Celui-ci a préparé sa défense. Il lit à la tribune un plaidoyer. qui n'est pas mal conçu au point de vue de la justification de l'accusé. Pour défendre Goullin, le plus exposé des Nantais, Bachelier a aussi son idée : Carrier a « abusé » du « caractère franc, expansif et impétueux de Goullin », il l'a « entraîné dans l'abîme » et Goullin à son tour a « entraîné ses collègues »...
Le 7 frimaire (27 novembre), Carrier est traduit devant le tribunal révolutionnaire, dix chefs d'accusation ont été retenus contre lui.
Le 24 frimaire (14 décembre), prononcé par le substitut de l'accusateur public, le réquisitoire n'apporte rien de bien neuf. Il s'agit surtout de faire le tri parmi les accusés. Carrier, Moreau-Grandmaison et Jean Pinard sont mis à part, le premier comme instigateur et responsable suprême des faits incriminés, les deux autres parce que confondus, particulièrement malfaisants, et sans doute aussi parce qu'il importait de ne pas isoler Carrier dans le verdict. Tous les autres inculpés séparés de ce trio maudit sont bien présentés comme coupables mais également par leurs passions politiques, l'amour excessif de leur cause. Donc réputés « purs de sentiments ».
Les plaidoiries se succèdent toute la journée du 25 frimaire (15 décembre), Jacques O'Sullivan (1761-1841), qui avait été jusqu'à trahir son propre frère, ancien factotum de Guillaume Lamberty, croit habile de ne pas prendre d'avocat, et se défend lui-même « avec l'éloquence de l'âme et du sentiment » selon ses propres mots. Pinard et Moreau-Grandmaison se retrouvent sans défenseurs et ne disent mot. Tronson-Ducoudray et Réal rivalisent en effets de manches ; le premier n'a comme clients que deux comparses, Proust et Vic ; mais Pierre-François Réal défend Jean-Jacques Goullin et Pierre Chaux. Jean-Baptiste Carrier parle de minuit un quart à 4 heures 30 du matin. Il s'exprime avec un calme étonnant devant un auditoire attentif et comme apaisé. S'il n'apporte aucune révélation et ne revient pas sur ce qu'il a toujours affirmé, au moins montre-t-il une dignité et une inflexibilité qui ne le quitteront plus — ou presque — jusqu'à l'instant de son supplice.
Le 26 frimaire (16 décembre), Carrier, Moreau-Grandmaison et Pinard sont condamnés à mort, puis exécutés, tandis que 27 de leurs coaccusés sont acquittés, « tous convaincus, mais ne l’ayant pas fait avec des intentions criminelles et contre-révolutionnaires, c’est à ce titre que le tribunal les avait acquittés et mis en liberté. Cette sentence rigoureusement légale était la condamnation du Tribunal révolutionnaire », écrit Henri Wallon.
La Convention et la presse s'émeuvent de l'acquittement de la plupart des membres du comité et réclament le renvoi des acquittés devant le tribunal d'Angers. On ne sait pas si ce procès en seconde instance eut lieu. Il est possible qu'ils aient bénéficié de l’amnistie votée par la Convention au moment de se séparer, en octobre 1795, ou du principe non bis in idem, « on ne juge pas deux fois ». Ce qui mit le feu au poudre, est que parmi les acquittés, il y avait un certain Jean d'Héron, 28 ans, dont les crimes et la défense parurent insoutenables car contradictoires : il soutenait avoir assassiner des enfants qui gardaient paisiblement leurs troupeaux, mais « qu'il n’est pas convaincu d’avoir agi méchamment avec des intentions criminelles et contre-révolutionnaires ».